# Mount Michelson
Mount Michelson – szczyt w pasmie Chugach Mountains, niedaleko południowego wybrzeża Alaski. Został nazwany na cześć fizyka Alberta Abrahama Michelsona.